# Saturn IB
Saturn IB je bila pojačana verzija rakete Saturn I iz obitelji raketa Saturn. Saturn IB koristio je mnogo snažniji drugi stupanj - S-IVB. Zahvaljujući jačem drugom stupnju, Saturn IB mogao je lansirati 15 tona tešku letjelicu Apollo u orbitu.

Raketa je kasnije korištena za lansiranje misija Apollo-Sojuz projekt i letova na svemirsku postaju Skylab.

## Specifikacije rakete
| parametar                | S-IB - 1. stupanj | S-IVB - 2. stupanj | Instrumentalna jedinica | Letjelica Apollo' |
| ------------------------ | ----------------- | ------------------ | ----------------------- | ----------------- |
| visina (m)               | 25.50             | 17.80              | 1.00                    | 24.00             |
| promjer (m)              | 6.60              | 6.60               | 6.60                    | 3.90              |
| ukupna masa (kg)         | 458,107           | 119,920            | 1,980                   | 20,788            |
| masa konstrukcije (kg)   | 45,267            | 5,217              | 1,996                   |                   |
| motori                   | 8 x H-1           | 1 x J-2            |                         | 1 x SPS           |
| potisak (kN)             | 7,582             | 1,020              |                         | 97.86             |
| ISP (u sekundama)        | 288               | 421                |                         | 314               |
| ISP (kN·s/kg)            | 2.82              | 4.13               |                         | 3.08              |
| dužina sagorijevanja (s) | 150               | 470                |                         | 635               |
| gorivo                   | LOX/RP-1          | LOX/LH2            |                         | N2O4/UDMH         |

## Konstrukcija

### S-IB
S-IB je prvi stupanj rakete s 8 motora. S-I se sastoji od 9 spremnika goriva, 8 krilaca, nosive konstrukcije i 8 raketnih motora H-I. Spremnici goriva sastojali su se od 8 spremnika s rakete Redstone. Četiri bijela spremnika sadržavali su LOX, a četiri crna RP-1. Spremnici su bili grupirani oko središnjeg spremnika preuzetog s rakete Jupiter koji je sadržavao LOX. Vanjska 4 motora bilo je moguće nagnuti što je omogućavalo upravljanje raketom.

### S-IVB
S-IVB je poboljšani stupanj S-IV s rakete Saturn I. S-IVB je kasnije poslužio kao treći stupanj rakete Saturn V. Pogon je sačinjavao jedan J-2 raketni motor koji je bilo moguće nagnuti radi upravljanja raketom. J-2 nije imao mogućnost ponovnog paljenja (verzija za Saturn V je imala tu mogućnost). S-IVB koristio je tzv. "zajedničku pregradu" koja je odvajala spremnike goriva. Na taj način je ušteđeno oko deset tona na masi stupnja i preko 3.3 m u dužini stupnja.

## Upotreba Saturna IB
Saturn IB proizveden je u 12 primjeraka od kojih je 9 lansirano. Prva tri leta su bila pokusne naravi u kojima je testiran rad rakete i letjelica Apollo. Niti jedan od tih letova nije imao ljudsku posadu. 
Četvrti let je služio za testiranje Lunarnog modula. Raketa korištena za tu misiju trebala je nositi letjelicu Apollo 1.

Peti let ponio je posadu Apolla 7 u prvi pokusni let te letjelice s ljudskom posadom. 

Šesti, sedmi i osmi letovi odigrali su se 5 godina nakon Apolla 7, 1973. i 1974. godine. Saturn IB je tada nosio letjelice Apollo do svemirske postaje Skylab.

Zadnji let Saturna IB odigrao se 15. srpnja 1975. kada je letjelica Apollo lansirana u orbitu radi susreta i spajanja s letjelicom Sojuz u sklopu Apollo-Sojuz projekta - prve suradnje između SAD i SSSR na polju svemirskih letova s ljudskom posadom.

Ostalih pet primjeraka rakete je poslužilo za izgradnju Skylaba ili kao izložbeni primjerci.